# Kōji Hashimoto (piłkarz)
Kōji Hashimoto (piłkarz) (jap. 橋本晃司 Hashimoto Kōji; ur. 22 kwietnia 1986) – japoński piłkarz występujący na pozycji pomocnika. Obecnie występuje w Atletico Suzuka Club.

## Kariera klubowa
Od 2006 roku występował w klubach Nagoya Grampus, Mito HollyHock, Omiya Ardija i Kawasaki Frontale.